# Starcastle
Gli Starcastle furono un gruppo musicale di rock progressivo statunitense della seconda metà degli anni settanta. Sono spesso paragonati agli Yes, a cui si ispirano in modo evidente; l'analogia è resa ancor più marcata dalla notevole similitudine fra la voce del cantante Terry Luttrel e quella di Jon Anderson. Gli Starcastle ebbero un buon successo negli anni settanta, pubblicando quattro album piuttosto apprezzati ma oggi praticamente introvabili (nonostante siano stati ristampati alla fine degli anni novanta).

## Storia
Il gruppo nacque nel 1969 con il nome di St. James. Suonarono inizialmente come gruppo di supporto di band progressive già affermate, proponendo sia cover che loro pezzi originali. Nel 1974 il gruppo prese il nome di "Starcastle", e nel 1976 fu pubblicato il loro album di debutto, omonimo. Sebbene parte della critica accusasse gli Starcastle di essere un "clone" degli Yes, l'album ebbe un notevole successo, in particolare negli Stati Uniti e in Canada. La loro etichetta discografica, Epic, decise di affidare il gruppo a Roy Thomas Baker, già produttore dei Queen.
Con Baker gli Starcastle incisero Fountains of Light (1977), da molti considerato il loro capolavoro. Il singolo associato, Diamond Song (Deep Is the Light) non riuscì a posizionarsi in classifica, ma l'album vendette comunque piuttosto bene.
La decade volgeva al termine e la presa del rock progressivo sul pubblico subiva un forte declino. La Epic fece pressioni sul gruppo affinché si adattassero ai nuovi canoni, con pezzi più brevi ed orecchiabili, e questo incise parzialmente sulla struttura del terzo album Citadel (1977), che rimase però fedele allo spirito del progressive tradizionale. Per l'album successivo, Real to Reel (1978), la casa discografica respinse tutto il materiale più strettamente progressive proposto dal gruppo. Nonostante l'album contenga alcuni brani considerati fra i migliori degli Starcastle (Song for Alaya e When the Sun Shines at Midnight), il gruppo fu deluso dall'album e dai suoi rapporti con l'etichetta discografica. Successivamente, alcuni membri (il tastierista Herbert Schildt e il cantante Terry Luttrel) abbandonarono, e il contratto con la Epic fu sciolto.
Nel 1979 il gruppo si riunì nuovamente con Steve Hagler alla voce, e iniziò a fare concerti nonostante non fosse sotto contratto con nessuna etichetta. Seguirono nuovi cambiamenti di personale e un nuovo scioglimento.
Nel 2001, il bassista Gary Strater fondò una casa discografica propria (la Sunsinger Records) e pubblicò un CD di brani inediti degli Starcastle, Chronos I.
Nel 2004 il gruppo si riunì per un concerto di beneficenza; nello stesso anno, Strater morì di cancro.
Nel 2007 gli Starcastle hanno inaspettatamente pubblicato un nuovo album, Song of Times, graditissimo in Giappone, ma di scarso impatto nel resto del mondo.

## Formazione

### Formazione finale
- Al Lewis - voce
- Gary Strater - basso
- Herbert Schildt - tastiere[2]
- Matt Stewart - chitarra
- Bruce Botts - chitarra
- Jeff Koehnke - batteria

### Ex componenti
- Terry Luttrel - voce
- George Harp - voce
- Ralph Goldhiem - voce
- Steve Hagler - chitarra
- Mark McGee - chitarra
- Steve Tassler - batteria

## Discografia
- Starcastle (1976)
- Fountains of Light (1977)
- Citadel (1977)
- Real to Reel (1978)
- Concert Classics vol. 5 (live, 1999)
- Chronos I (raccolta di materiale inedito, 2001)
- Song of Times (2007)

### Semiufficiali
- Shine on Brightly (stesso materiale di Concert Classics, pubblicato senza l'autorizzazione del gruppo)